# Gejza Rehák
Gejza Rehák (18. října 1881 Smolinské – 8. března 1940 Bratislava) byl slovenský a československý politik, člen Slovenské národní strany, meziválečný poslanec a senátor Národního shromáždění za Československou národní demokracii, později za Národní sjednocení.

## Biografie
Narodil se v rodině hostinského. Studoval na gymnáziu v Trnavě a Skalici. V Budapešti a Vídni pak absolvoval vysokoškolská studia lékařství. Ve Vídni do roku 1918 působil jako soukromý lékař. Poté přesídlil na Slovensko. Už během vídeňského pobytu se angažoval v krajanských spolcích. Roku 1911 vstoupil do Slovenské národní strany. V roce 1918 se účastnil shromáždění slovenských politických špiček v Martině a je signatářem Martinské deklarace. Ve 20. a 30. letech byl ředitelem Státní nemocnice v Bratislavě. Byl členem dozorčích rad mnoha klíčových ekononomických institucí. Angažoval se i ve sportovních spolcích.
V parlamentních volbách v roce 1925 získal poslanecké křeslo v Národním shromáždění. Podle údajů k roku 1926 byl povoláním lékařem v Bratislavě.
Později ve 30. letech přešel spolu s národními demokraty do formace Národní sjednocení. Na jeho sjezdu roku 1937 byl zvolen mezi místopředsedy. V parlamentních volbách v roce 1929 získal senátorské křeslo v Národním shromáždění za národní demokraty. Mandát obhájil v parlamentních volbách v roce 1935, nyní již za Národní sjednocení. V senátu setrval do jeho zrušení roku 1939, přičemž ještě krátce předtím, v prosinci 1938, vstoupil do klubu Hlinkova slovenská ľudova strana - Strana slovenskej národnej jednoty, do které se spojily všechny slovenské nesocialistické strany.
V prosinci 1938 byl zvolen ve volbách do Sněmu Slovenskej krajiny. Profesně se uvádí jako ředitel státní nemocnice, bytem Bratislava. Zde zasedal až do své smrti roku 1940. Za tzv. slovenského štátu se roku 1939 stal prvním předsedou Slovenského olympijského výboru.
Je pohřben na bratislavském Ondřejském hřbitově.